# 科尔科斯
科尔科斯，是西班牙卡斯蒂利亚-莱昂巴利亚多利德省的一个市镇。总面积43平方公里，总人口259人（2001年），人口密度6人/平方公里。